# 中島史恵
中島 史恵（なかじま ふみえ、1968年6月14日 - ）は、日本の女優、タレント、ヨガインストラクター。長野県須坂市出身。身長171cm、B86cm（1993年3月）。オスカープロモーション所属。

## 経歴
- 長野県須坂高等学校を経て長野県短期大学家政学科被服専攻卒業後、地元の長野県の農協系金融機関に勤務[5]。
- 短大卒業後、エアロビクスのインストラクターを務めていたとき、渋谷の街頭でスカウトされて芸能界入り[6]。短大卒業目前にスカウトされて芸能界入り[4]。
- 1994年、健康と美をテーマとする女性タレント4人グループ「シェイプUPガールズ 」の一員として芸能活動を開始[5][7][8]。
- 同グループは数年の活動を経て事実上解散するが、中島は単独で活動を継続[5]。
- 2010年5月、レストラン「AWキッチン」などを経営する「株式会社イートウォーク」代表取締役でオーナーシェフでもある渡邉明との結婚を発表[9]。同年9月1日に入籍、同3日にはハワイでの結婚式を挙げている[10]。
- 自身の名を冠したブランド「フミーチャ」をプロデュースしている。
- avity代官山スタジオをプロデュースしている。このスタジオにはハンモックを使って行うavity空中ヨガや富士岩盤浴の上で行う溶岩ヨガなどがあり、今までにないヨガとダンスの融合スタジオとしている。
- 2008年にグラビア引退を宣言していたが、夫の要望もあり49歳となった2017年にイメージDVDを発売し[11]、「プロが選ぶアイドルDVD賞」でアラフィフ賞[11]、「グラビア・オブ・ザ・イヤー 2018」で特別賞を受賞している[12] 。以降毎年イメージDVDを発売している[13]。
- 2021年6月22日発売の『週刊SPA!』（2021年6月29日号、扶桑社）「グラビアン魂アワード2021上半期」にてみうらじゅん個別賞「大人の女性で賞」を受賞[14]。

## 人物
- 小学校から高校までバスケットボールを嗜み、短大時代に出会って始めたエアロビクスは指導資格を有し、スキーなどスポーツ全般が得意である[6]。
- 生家は長野県で4ヘクタールのりんご農園を営んでおり[4][6]、父親は長野県須坂市議会議員や長野県議会議長を歴任している[4][15][16]。兄が2人いる[6]。
- お尻がコンプレックス[17]。
- 美の秘訣として「お風呂には朝晩入っています。お風呂はおうちで出来る最高のエステ」と述べている[18]。

## 出演

### テレビ
- 朝だ!生です旅サラダ（テレビ朝日） - 隔月海外リポーター
- 土曜スペシャル（テレビ東京） - 不定期レギュラー[19]
- いい旅・夢気分（テレビ東京） - 不定期レギュラー
- にっぽん!いい旅（テレビ東京） - 不定期レギュラー
- プロ野球ニュース（フジテレビ） - 代理キャスター
- RCドック（BSフジ）
- セレクションX（2005年 - 2006年、テレビ朝日）
- 朝はビタミン!（2006年10月 - 2008年9月、テレビ東京） - 木曜日レギュラー
- ちゃちゃまる&中島史恵のわんだ風呂（旅チャンネル）
- 日曜ビッグバラエティ（2010年、テレビ東京） - リポーター
- あなたもアーティスト「誰でも描ける 風景スケッチ 9つのコツ アニメ作品のテクニックに学ぶ」（2010年6月2日 - 7月28日、NHK Eテレ） - モト冬樹と共に生徒役

### テレビドラマ
- たのしい幼稚園（2001年、TBS） - 山本亜弓 役
- 夢で逢いましょう（2005年、TBS）- 高梨恵子 役
- 夜王〜YAOH〜（2006年、TBS） - 及川宏美 役
- 孤独の賭け〜愛しき人よ〜 第5話（2007年5月10日、TBS） - 船木冴子 役
- コスプレ幽霊 紅蓮女 第8話（2008年2月29日、テレビ東京） - 後藤田瑞穂 役
- 再婚一直線!（2008年、TBS） - 高見沢ゆり 役
- 水曜ミステリー9「女かけこみ寺 刑事・大石水穂2」（2009年7月15日、テレビ東京） - 浦川不二子 役
- 月曜ゴールデン「駅弁刑事・神保徳之助4」（2010年5月3日、TBS） - 三枝里美 役
- しあわせ色の花火（2011年8月13日、BS-TBS） - 山下雅美 役
- 土曜ワイド劇場（テレビ朝日）
  - 「新・赤かぶ検事奮戦記14 - 16」（2002年10月19日・2003年12月6日・2004年10月16日） - 行天遼子 役
  - 「おとり捜査官・北見志穂17」（2013年6月8日） - 松原順子 役
- 未解決事件（2013年6月9日、NHK総合） - 主犯の女性の義妹 役

### 映画
- LADY PLASTIC（2001年9月29日） - キャスター 役[20]
- 秘密潜入捜査官 ハニー&バニー（2007年） - 紅乃タカ（ベニタカ） 役
- 秘密潜入捜査官 ワイルドキャッツ in ストリップ ロワイアル（2008年） - ベニタカ 役
- 地下室（2009年11月21日） - 主演・高梨美紗子 役[21]
- ゴスロリ処刑人（2010年9月4日） - カヤコ 役

### Vシネマ
- Cros(クロウ) 眠らない天使たち（1999年） - 主演・捜査一課刑事 杏子
- 氷る月（2000年） - 主演・翔子
- 昭和博徒伝（2003年） - 主演・花村鏡子
- 探偵屋の女房（2000年） - 美咲（私立探偵赤城俊介の妻）
- 探偵屋の女房2（2000年）
- 日本極道史 さらば仁義（2000年）
- 日本極道史 さらば仁義2（2000年）
- 女流作家　愛の渇き（2006年） - 主演・山科美智子
- 実録マフィアンヤクザ　DIRTYCONNECTION（2011年） - ブラックマーケット主催者
- 実録マフィアンヤクザ2 DIRTY CONNECTION（2011年）- ブラックマーケット主催者
- 必殺!バトルロード 妖剣女刺客（2006年） - 主演・牡丹
- 必殺!バトルロード2 妖剣女刺客（2006年） - 主演・牡丹

### ラジオ
- Joli Birthday（TOKYO FM）

### PV
- 黒沢薫「遠い約束」（2005年）

## 作品

### 書籍

#### 写真集
- FN（1997年7月、近代映画社、撮影：Katsumi Ohmura）ISBN 978-4764818293
- 匂い - Fragrance -（1998年11月1日、ワニブックス、撮影：橋本雅司）ISBN 978-4847025099[22]
- in NATURAL（2000年7月、バウハウス、撮影：木村晴）ISBN 978-4894611870
- THIRTY, THREE（2001年5月、バウハウス、撮影：斉木弘吉）ISBN 978-4894616301
- Fumie（2003年5月5日、ワニブックス、撮影：野村誠一）ISBN 978-4847027598[23]
- 39 サンキュッ!（2008年4月25日、竹書房、撮影：清水清太郎）ISBN 978-4812434529[24]
- NOW and ALL（2017年6月21日、ワニブックス、撮影：桑島智輝）ISBN 978-4847049248[25]
- Cinqante!（2018年5月25日、双葉社、撮影：山内順仁）ISBN 978-4575313635[26]
- #52（2020年12月18日、双葉社、撮影：松田忠雄）ISBN 978-4575315974[27]
- #53（2022年2月17日、双葉社、撮影：西田幸樹）ISBN 978-4575316964[28]
- #54（2023年4月19日、双葉社、撮影：舞山秀一）ISBN 978-4575317954[29]
- #56（2024年12月11日、双葉社、撮影：富田恭透）ISBN 978-4575319354[30]

#### 電子書籍
- Go for it!（年月日、小学館（週刊ポストデジタル写真集）、撮影：八坂悠司）

### 映像作品

#### イメージビデオ
- シルエット（2000年9月3日、ハピネット・ピクチャーズ）
- THIRTY, THREE（2001年5月、徳間ジャパンコミュニケーションズ）
- Naiad（2003年2月26日、エイベックス・ピクチャーズ）
- Liberty（2003年11月、竹書房）
- 湯けむり傷心旅行（2005年3月25日、GPミュージアムソフト）
- サンキュッ!（2008年4月、竹書房）
- 49ヨンキュー♥～natural～（2017年7月21日、リバプール）[31]
- 50♥～fifty love♥（2018年4月27日、スパイスビジュアル）[32]
- fumie❤51（2019年5月31日、スパイスビジュアル）[33]
- fumie 52（2020年12月18日、スパイスビジュアル）[34]
- fumie53♥（2021年12月17日、スパイスビジュアル）[35]
- fumie54♥（2022年12月21日、スパイスビジュアル）[36]
- fumie55♥（2023年12月20日、スパイスビジュアル）[37][38]
- fumie56♥（2024年12月18日、スパイスビジュアル）[39]

#### その他
- SEXY Body パワーヨーガ（2004年3月31日、エイベックス・ピクチャーズ）
- タイ古式マッサージ 中島史恵の毎日スッキリ!（2005年10月5日、エイベックス・ピクチャーズ）
- ペットと行く温泉紀行~中島史恵のわんだ風呂~
  - 東北・関東篇（2006年5月25日、ジェネオンエンタテインメント）
  - 関東・甲信越篇（2006年5月25日、ジェネオンエンタテインメント）
  - 東海篇（2006年5月25日、ジェネオンエンタテインメント）
- 中島史恵のLOVEヨガメソッド（2017年6月23日、リバプール）

### トレーディングカード
- ファースト・トレーディングカード（2022年4月30日、TICトレカ事務局）

## 著書
- 中島史恵のキレイになる経絡ヨガ（2005年10月1日、あおば出版）ISBN 978-4873175584
- 中島史恵のラブボディ・メソッド―キレイをつくるボディリメイク・エクササイズ（2007年7月、日本文芸社）ISBN 978-4537205756
- たった3週間で下がらない体をつくる最強逆トレ（2018年12月9日、大和書房）ISBN 978-4479921264